# Dana Björg Guðmundsdóttir
Dana Björg Guðmundsdóttir (* 1. Juni 2002 in Reykjavík, Island) ist eine isländische Handballspielerin, die für die isländische Nationalmannschaft aufläuft.

## Karriere

### Im Verein
Dana Björg Guðmundsdóttir wurde in Island geboren und zog im Alter von einem Jahr mit ihren Eltern nach Norwegen. Dort begann sie im Alter von elf Jahren das Handballspielen in Konnerud. Beim Verein aus Konnerud erhielt sie als Jugendspielerin Spielanteile in der Frauenmannschaft, die in der vierthöchsten norwegischen Spielklasse antrat. Zur Saison 2020/21 wechselte sie zum norwegischen Zweitligisten Reistad IL. Im Jahr 2022 nahm die Außenspielerin ein Angebot des norwegischen Erstligisten Volda Handball an. Am Saisonende 2022/23 trat sie mit Volda den Gang in die Zweitklassigkeit an.

### In der Nationalmannschaft
Dana Björg Guðmundsdóttir bestritt am 25. Oktober 2024 ihr Länderspieldebüt für die isländische Nationalmannschaft in einem Freundschaftsspiel gegen die polnische Auswahl. Mit Island nahm sie an der Europameisterschaft 2024 teil, bei der sie mit ihrer Mannschaft nach der Vorrunde ausschied. Im Turnierverlauf erzielte sie einen Treffer.

## Sonstiges
Ihre Eltern Inga Steingrímsdóttir und Guðmundur Bragason gewannen mehrere nationale Meisterschaften im Bodybuilding.